# Знаменская церковь (Маклаки)
Храм иконы Божией Матери «Знамение» — православная церковь (не действующая) в селе Маклаки Думиничского района. Один из старейших храмов в Калужской области.

## История
Приход в с. Маклаки Мещовского уезда Калужской губернии существует с начала XVIII века и первоначально входил в состав Крутицкой (Сарской и Подонской) епархии.
Каменная церковь построена взамен ветхой деревянной в 1811—1818 годах на средства помещика села Маклаки князя Сергея Николаевича Львова. Знаменский храм построен в стиле классицизм. Это одна из двух сохранившихся близких реплик снесённого Иосифовского собора города Могилёва, построенного по проекту архитектора Н. А. Львова. Знаменская церковь села Маклаки построена другим архитектором, который переработал проект Н. А. Львова. Церковь имела двухэтажную трапезную и двойной купол.
В 1937 году храм был закрыт. В годы Великой Отечественной войны во время боёв за село Маклаки немецкие солдаты использовали церковь в качестве огневой точки. По окончании Великой Отечественной войны здание церкви использовалось как склад, в том числе для хранения удобрений.
К началу XXI века храм находится в плохом состоянии. Утрачены колонны портиков, внутри сохранились фрагменты деревянного купола с окнами.
В 2011 в селе Маклаки началось строительство цементного завода. Инвесторы (Объединение «Мастер») пообещали в течение 3 лет восстановить храм.

## Настоятели
- о. Сергей Попов (1933—1937) — последний.